# Кременецький староста
Кременецький староста — урядник (староста) у Великому князівстві Литовському, Королівстві Польському, і Речі Посполитій, який керував Кременецьким повітом.

## Становлення уряду
Починаючи з першої третини XV століття, після виникнення Кременецького старостинського округу — майбутнього повіту, ним управляли намісники луцького старости, призначувані великим князем литовським і наділені широкими повноваженнями. Іноді трапляються також назви «окружний староста» — керівник округу (повіту) та «городовий староста» — теж керівник повіту на відміну від «негородового старости» — державця коронних маєтностей. Його резиденцією був Кременецький замок. Найраніше кременецький староста згадується 1418 року. Ним був Конрад Франкенберг (Франкемберг), хоча у документах він також називається бургграфом, тобто комендантом Кременецького замку.
Кременецький намісник після 1529 року почав називатися старостою, його повноваження значно розширилися.
Унаслідок реформ 1564—1566 років, які були закріплені у другому Литовському Статуті (Волинському), Кременецький повіт став частиною Волинського воєводства. Коло обов'язків та значення старости у повіті ще більше зросли.

## Обов'язки старости
Насамперед староста мав займатись доглядом центрального замку повіту — Кременецького. За допомогою спеціальних урядників — городничого, мостовничого й частково ключника. Він мав пильнувати, щоб замок був в доброму стані, забезпечений амуніцією й запасами, готовий до оборони; коли було потрібно, староста завідував його реконструкцією, добудовою. Він був безпосередньо начальником замку, наглядав за порядком, з замкових прибутків утримував персонал, укріплення та гарнізон.
Під опікою старости була королівщина (Кременецьке староство) — великокняжі двори з господарством та волості залюднені державними селянами. Він був зобов'язаний слідкувати за розвитком великокнязівського господарства, створювати нові джерела прибутків (стави, млини, фільварки тощо), нормувати селянські наділи, розширювати господарську територію закладанням нових осад або розширенням селянських ґрунтів, охороняти межі державних володінь від зазіхань панів-сусідів.
Староста здійснював загальний нагляд у своєму повіті — певний контроль над урядниками менших категорій, їх управлінням і діяльністю. Він виступав з доручення центральної влади: впроваджував різних урядників до їхніх волостей, а різних обдарованих до їхніх нових маєтностей, вишукував відповідні маєтності для великокняжих надань, контролював служби з таких маєтностей
До адміністративно-господарських функцій старости належало відання про виконання судових рішень. З утворенням гродського суду староста стає його очільником. За Другим литовським статутом староста мав право вирішувати найважливіші кримінальні справи, по-іншому їх називали «старостинськими артикулами». Це, зокрема, наїзди на шляхетські маєтки, грабежі, вбивство шляхтича, підробка грошей тощо. Староста здійснював суд над всіма верствами, які не мали спеціальних судів, розглядав апеляції на рішення спеціальних судів. Важливим залишається той момент, що староста та гродські судді мали певні привілеї у підсудності. Останні підлягали лише суду короля за виключенням тих справ, що стосувались наїзду на маєтки, де вони виступали як звичайні землевласники в регіоні.
Також до його обов'язків входило повідомляти шляхті, коли відбудеться скликання посполитого рушення, у якому мали брати участь усі шляхетські родини під загрозою стягнень в 24 коп грошей на користь великого князя. Староста відповідав за безпеку і спокій на підвладній йому території. Він мав також слідкувати за татарами і в разі потреби завжди бути готовим до організації оборони. Про наближення небезпеки він мав негайно повідомляти великому князю та сусіднім старостам. До повноважень старости входило стеження за виконанням повинностей жителями міста, збором податків з тієї його частини, що належала до королівської юрисдикції. Звичайно, здійснювали вони їх не самостійно, а через своїх урядників. Староста відав кордонами повіту.
Найважливіші урядники, яких староста міг призначати, були підстароста, гродський суддя та гродський писар. Підстароста — це намісник старости, який головував на судових засіданнях за відсутності старости й загалом виконував обов'язки старости на час його від'їзду. Сам староста не часто відвідував засідання суду. Усі троє — підстароста, гродський суддя та писар — мали бути осілими людьми в повіті.
Перед старостою міщани звітували про виконання зібраних коштів на укріплення/ремонт замку, що передбачало тогочасне законодавство. Староста стежив за торгівлею (зокрема, так званою таксацією товарів), а це були досить вагомі важелі впливу. До того ж, значна частина міських жителів перебувала під безпосередньою владою старости. Залучали старост і до поліційних функцій.
Зазвичай старости опікувалися євреями. М. Грушевський зазначав, що євреї, будучи у підпорядкуванні старост, при традиційному протистоянні останніх з міськими громадами «стають de facto спеціальними протегованцями старостинських урядів». Староста був суддею у кримінальних справах між християнами та євреями, у справах цивільних він судив лише у разі звернення однієї зі сторін. На його користь ішли штрафи з євреїв за незначні порушення. До кола зобов'язань старости входила охорона недоторканості життя євреїв, їхнього майна та богослужіння.

## Список кременецьких старост[12]
- Конрад Франкенберг (Франкемберг) (1418) — староста або бургграф;

### Намісники
- Михайло Семенович Друцький-Болобан (1430-1432);
- Федір Несвіцький (1432-1435);
- Федір Острозький;
- Іван Монивидович (1437-1439);
- Юрша Іванович (1441-1445);
- Дениско Мокосійович;
- Іван Мокосійович;
- Петро Мокосій Дениско;
- Семен Несвицький (1473-1481);
- Олександр Санґушкович (1482-1491);
- Андрій Михайлович Чорторийський (1491-1498);
- Андрій Олександрович Санґушко (1498-1502);
- Лев Боговитинович (1502)
- Юрій Михайлович Монтовитович (1502—1508);
- Якуб Михайлович Монтовтович (1508—1529); його також у документах називали державцею і старостою[13];

### Старости
У 1529-1535 роках влада кременецька перебувала у позашлюбного сина короля Сигізмунда I, віленського єпископа Яна.
- Дахно Васильович (1536-1538);
- Станіслав Хвальчевський[pl] (1538-1545);
- Герцик Шимкович Щасний (1544-1548);
- Іван Богушевич Боговитинович (1548);
- Себастьян Дибовський (1549);
- Михайло Мишка (?);
- Петро Михайлович Семашко (1549-1560);
- Микола Збаразький (1560-1574);
- Януш Збаразький (1574-1608);
- Криштоф Збаразький (1608-1627);
- Януш Вишневецький (1627-1636);
- Вишневецький Костянтин Костянтинович (1636-1641);
- Данилович Петро (1641-1645);
- Михаїл Георгій Чарторийський (1645-1653);
- Іоанн Карл Чарторийський (1653-1679);
- Міхал Францішек Чорторийський (1679-1688);
- Михаїл Георгій Чарторийський (1688-1689);
- Казимир Чарторийський (1689-1701);
- Януш Антоній Вишневецький (1701-1736);
- Михайло Казимир Радзивілл (Рибонька) (1736-1742);
- Антоній Міхал Потоцький (?);
- Павло Карл Санґушко (1745-1750);
- Януш Олександр Санґушко (1750-1753);
- Юзеф Паулін Санґушко (1753-1780);
- Януш Модест Сангушко (1780-1791).